# Ошаганды (Карагандинская область)
Ошаганды (каз. Ошағанды, до 2002 г. — Красный Кут) — село в Осакаровском районе Карагандинской области Казахстана. Входит в состав Батпактинского сельского округа. Код КАТО — 355633300.

## Население
В 1999 году население села составляло 493 человека (232 мужчины и 261 женщина). По данным переписи 2009 года, в селе проживали 394 человека (180 мужчин и 214 женщин).

## История
Основано в 1908 году немецкими переселенцами под названием Красный Кут (названо по поволжскому селу Красный Кут)